# سوفوروس
سوفوروس (به انگلیسی: Sophorose) با فرمول شیمیایی C۱۲H۲۲O۱۱ یک ترکیب شیمیایی با شناسه پاب‌کم ۸۸۷۱۹ است. که جرم مولی آن ۳۴۲٫۳ g/mol می‌باشد. 